# Как молоды мы были
«Как молоды мы были» (укр. Які ж ми були молоді) — російськомовна радянська пісня поета Миколи Добронравова і композитора Олександри Пахмутової.
Пісня була створена у 1975 році спеціально для художнього фільму «Моє кохання на третьому курсі» (1976) за п'єсою «Кінь Пржевальського» Михайла Шатрова. 
Найвідомішим виконавцем пісні є російський естрадний співак Олександр Градський, для якого ця пісня стала візитівкою, а композиція у його виконанні — лауреатом Всесоюзного фестивалю «Пісня-77». Пісня стала, також, важливим етапом у зародженні російського року.
Окрім Олександра Градського пісню також виконували Людмила Гурченко, Едіта П'єха, Тамара Гвердцителі, Йосип Кобзон, Дмитро Хворостовський, Микола Караченцов, Альберт Асадуллін, Іво Бобул та багато інших відомих співаків і акторів.

## Приспів
Ніщо на землі не минає безслідно!

І молодість, що пройшла — невмируща!

Які ж ми були молоді, які ж ми були молоді,

Як щиро кохали, як вірили у себе!

Оригінальний текст (рос.)
[
Ничто на земле не проходит бесследно!

И юность ушедша все же бессмертна!

Как молоды мы были, как молоды мы были,

Как искренно любили, как верили в себя!

] Помилка: [undefined] Помилка: {{Lang}}: немає тексту (допомога): текст вже має курсивний шрифт (допомога)